# 팰컨 1
팰컨 1(Falcon 1)는 미국 스페이스X사가 2006년에 발사한 우주 발사체이다. 무게 38.5톤이며, 진공추력 50톤인 멀린 로켓 엔진을 1단으로 하고, 추력 3톤인 2단 로켓을 장착했다. 670 kg의 소형 위성을 지구 저궤도에 올릴 수 있다.

## 역사

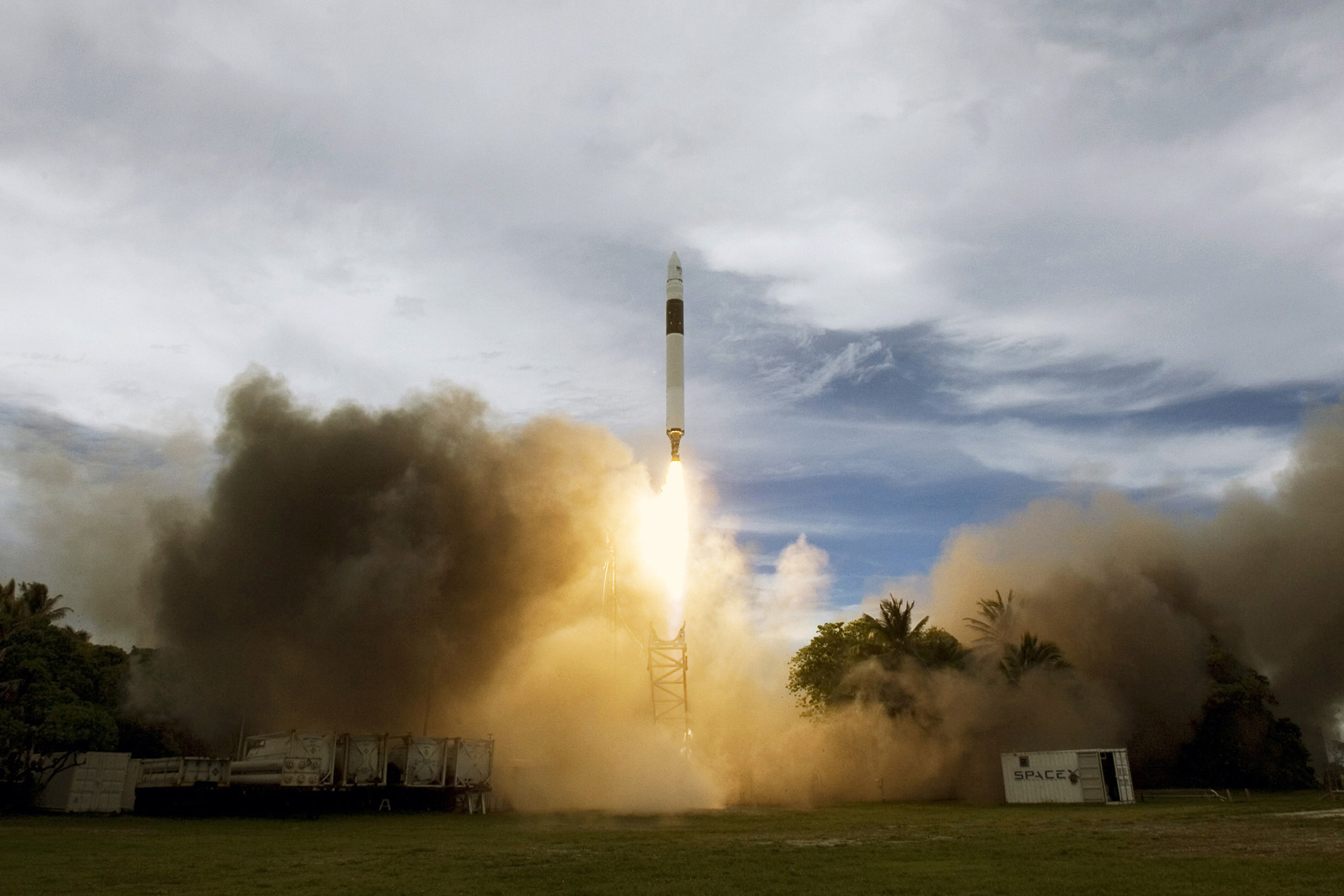
2009년 팰컨 1 5차 발사

2008년 9월 28일, 미국 스페이스X가 세계 최초로 민간 액체 추진 로켓인 38톤 팰컨 1을 지구 궤도에 발사하는데 성공했다. 이전에 3회의 시험발사가 실패했다. 2020년 링크스페이스가 중국 민간회사 최초의 액체연료 우주발사체 33톤 신간셴 1호를 발사할 계획이다. 미국과 12년 격차이다.

## 가격
스페이스X는 2005년에 590만 달러로 팰컨 1의 발사비용을 모든 고객에게 동일가로 제시했다. 2009년에는 팰컨 1이 700만 달러, 팰컨 1e는 850만 달러였다.
원래 팰컨 1은 600 kg의 인공위성을 600만 달러에 발사하려고 개발했다. 그러나 개발하면서 420 kg 인공위성세 900만 달러로 가격이 인상되었다. 그러나 최종적으로는 팰컨 1e로 1톤 인공위성에 1100만 달러가 되었다. 회사는 전세계 수요가 매우 적다며 두 로켓을 퇴역시켰다.

## 같이 보기
- 팰컨 1e
- 팰컨 5